# Die Grundsätze wissenschaftlicher Betriebsführung

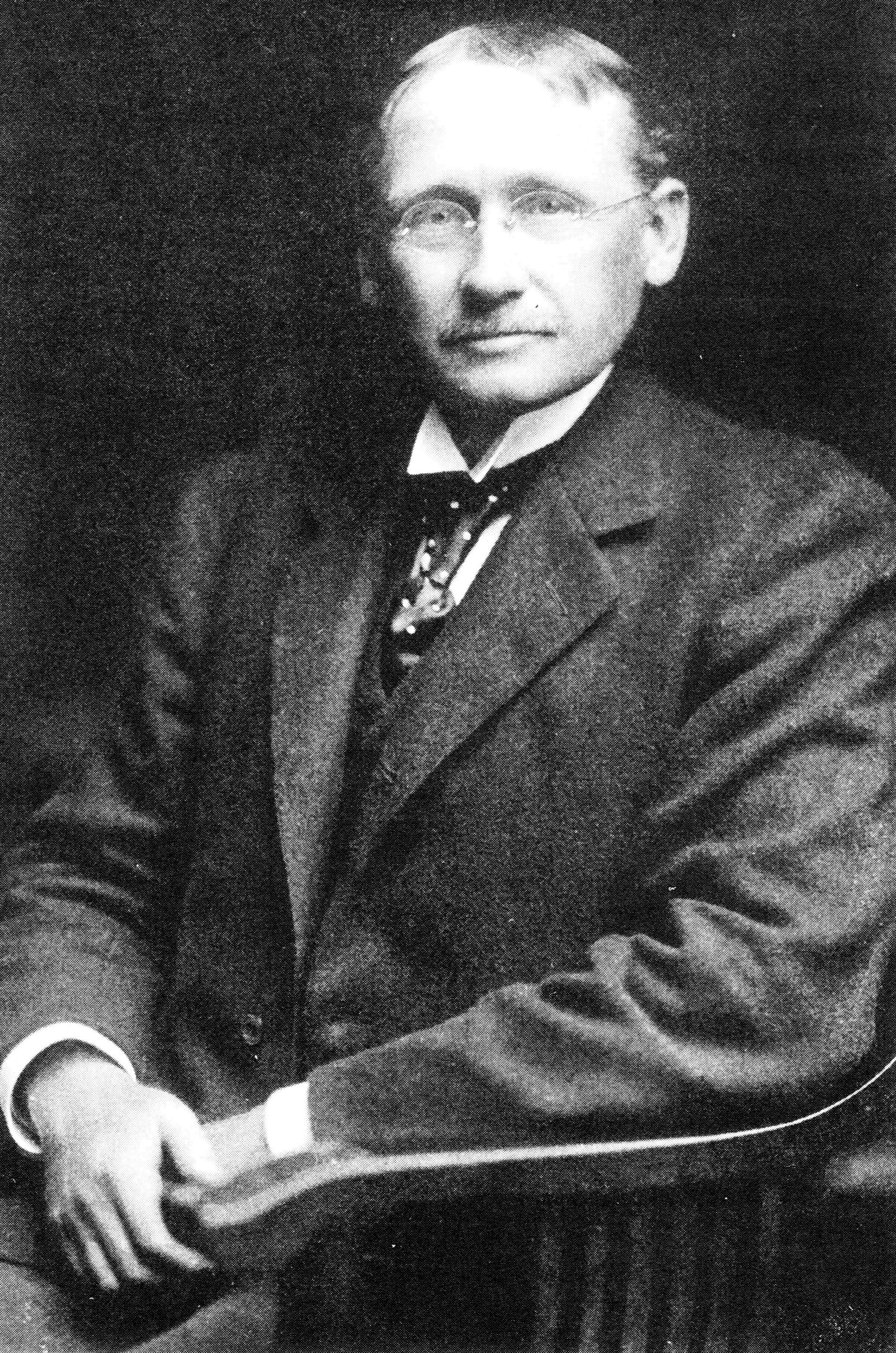
Frederick Winslow Taylor

Die Grundsätze wissenschaftlicher Betriebsführung (englischer Originaltitel: The principles of scientific management) ist ein Werk von Frederick Winslow Taylor (1856–1915). Es erschien 1911 und enthält Taylors Ansichten über das Prinzip der wissenschaftlichen Betriebsführung sowie seine neue Form der Arbeitsorganisation, kurz gesagt verdeutlicht es damit die von Taylor entwickelte Methode des Scientific Management. Die Methodik des Scientific Managements ist, grob gefasst, die wissenschaftliche Erfassung der Arbeit, inklusive aller einzelnen Arbeitsschritte, um so den Erfolg eines Unternehmens zu steigern. Scientific Management wird häufig mit dem Begriff des Taylorismus assoziiert. Taylors Monographie stellt zu Beginn das von Taylor entwickelte neue System der Organisation vor. Im zweiten Kapitel wird das neue System, das Pensumsystem, mit dem damals vorherrschenden Initiativsystem verglichen. Taylors Beispiele dienen dazu, die Unterschiede, insbesondere die Vorteile der wissenschaftlichen Methode, aufzuzeigen.

## Prinzipien des Scientific Managements

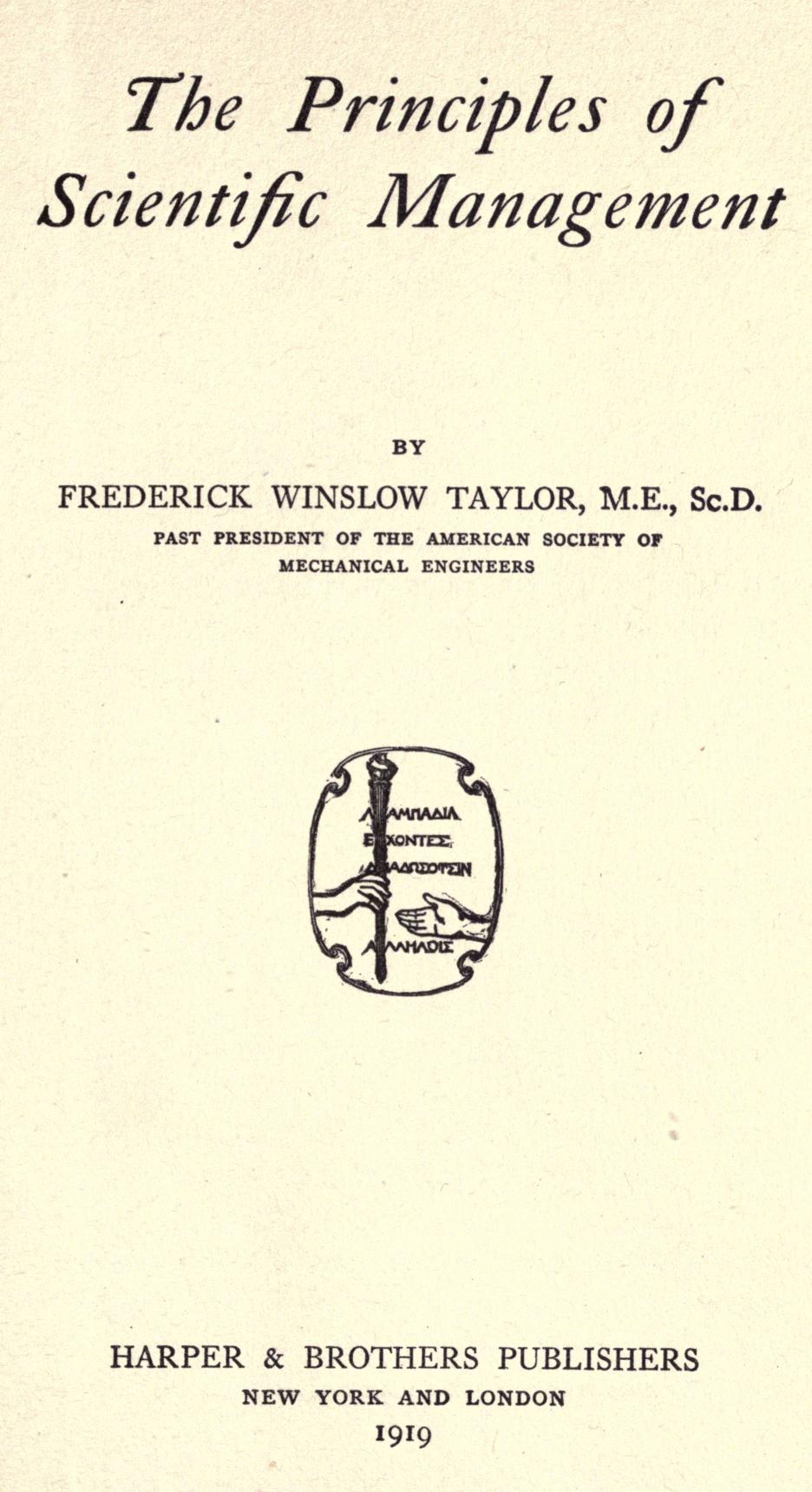
The Principles of Scientific Management

Die Grundidee des Scientific Managements bildet die wissenschaftliche Erfassung und Vermessung menschlicher Arbeitskraft. Dabei wird der Arbeitsprozess in verschiedene einzelne Tätigkeiten unterteilt, so dass jeder Arbeiter nur noch eine einzige Arbeitsbewegung zu verrichten hat. Die grundlegenden Bestandteile des Scientific Managements können wie folgt beschrieben werden:
- ein tägliches und individuelles Arbeitspensum,
- höhere Löhne bei Erfüllung des Pensums,
- Trennung der körperlichen und geistigen Arbeit und
- durch wissenschaftliche Berechnungen ist es möglich die beste Art und Weise jedes Arbeitsschrittes zu ermitteln.

Im Zuge der Vermessung der menschlichen Arbeit entwickelte Taylor ein Gesetz, das Gesetz für schweres körperliches Arbeiten, auf welchem er sein Pensumidee begründete. Dieses Gesetz beschreibt den ermüdenden Einfluss schwerer Tätigkeiten auf die Leistung eines Arbeiters. Das Gesetz lautet wie folgt:

„Es ist das Gesetz für schweres körperliches Arbeiten, welches eher der Arbeit des Lastpferdes als der des Rennpferdes entspricht. Fast jede derartige Arbeit besteht in Ziehen oder Stoßen mit den Armen, d.h. der Mann übt seine Kraft aus durch Heben oder Stoßen eines Gegenstandes, den er mit den Händen fasst. Das Gesetz besagt, dass bei derartiger Heb- oder Stoßarbeit der Mann nur während eines bestimmten Prozentsatzes der Tageszeit tätig sein kann[…]. Je kleiner das Gewicht, umso länger können die Arbeitsperioden sein, schließlich gibt es eine Last, die er den ganzen Tag lang ohne Übermüdung tragen kann.“

### Pensumsystem
Im Gegensatz zum vorherrschenden Initiativsystem weist das von Taylor entwickelte Pensumsystem entscheidende Unterschiede auf. In allererster Linie ist hier die Trennung von Kopf- und Handarbeit zu nennen. Unter dem neuen System, mit der Pensumidee, übernimmt die Leitung eines Unternehmens eine Teilaufgabe der Arbeit. So wird die Verantwortung und Leistung auf die Arbeiter und deren Leiter bzw. die Leitung geteilt. Während unter dem alten System die Arbeiter alleine entschieden haben, wie sie arbeiteten und wie viel sie arbeiteten, wird dies nun von der Leitung übernommen. Die Grundzüge des Pensumsystems lassen sich in vier Aspekten aufzeigen:
1. Die Leiter entwickelten eine einheitliche Methode, eine Wissenschaft für jedes einzelne Arbeitselement, die an die Stelle der alten Faustregel-Methode tritt.
2. Auf Grund eines wissenschaftlichen Studiums wählen sie die passenden Leute aus, schulen sie, lehren sie und bilden sie weiter, anstatt, wie früher, den Arbeitern selbst die Wahl ihrer Tätigkeit und ihre Weiterbildung zu überlassen.
3. Die Leitung arbeitet in herzlichem Einvernehmen mit den Arbeitern; so können sie sicher sein, dass alle Arbeit nach den Grundsätzen der Wissenschaft, die sie aufgebaut haben, geschieht.
4. Arbeit und Verantwortung verteilen sich fast gleichmäßig auf Leitung und Arbeiter. Die Leitung nimmt alle Arbeit, für die sie sich besser eignet als der Arbeiter, auf ihre Schulter, während bisher fast die ganze Arbeit und der größte Teil der Verantwortung auf die Arbeiter gewälzt wurde.[3]

## Beispiele des Scientific Managements
Die Beispiele im Werk von Frederick Taylor haben den Zweck, den Leser sowohl von den Werten des neuen Systems, als auch von der neuen Methodik zu überzeugen. Zusätzlich sollen die Beispiele als Nachweis für die außerordentliche Kraft und Wirkung des Pensumsystems dienen. Insgesamt nennt Taylor fünf Beispiele in seinem Werk:
1. Das Verladen von Roheisen.
2. Das Schaufeln.
3. Das Mauern.
4. Das Aussortieren von Stahlkugeln.
5. Die Herstellung komplizierter Maschinen.

Die ersten vier Beispiele unterscheiden sich für Taylor von dem fünften Beispiel. Diese vier Beispiele beschränken sich, laut Taylor, auf einfachere Arbeitsschritte und Tätigkeiten. Für Taylor sind dort keine intelligenten Arbeiter notwendig und vorhanden. Um den Zusammenhang seiner Theorie mit intelligenten, oder erstklassigen Arbeitern, zu bestärken, führt er das fünfte Beispiel an. Dort soll mit Arbeitern zusammengearbeitet werden, „[…], die wohl nach eigenem Urteil und Ermessen bessere und praktischere Arbeitsmethoden auswählen [können].“ Es gilt zu zeigen, dass auch gebildetere Arbeiter der Unterweisung durch die Leitung und dem Vorschreiben eines Pensum bedürfen. Der Zweck der von Taylor vorgeführten Beispiele lässt sich wie folgt zusammenfassen:

„Hoffentlich lassen die angeführten Beispiel deutlich erkennen, warum der wissenschaftlich-methodische Betrieb für Arbeitgeber und -nehmer unbedingt bedeutend größere Erfolge aufweisen muss als das Locksystem. Ferner wollte ich zeigen, dass die Resultate nicht durch eine ausgesprochene Überlegenheit der inneren Konstruktion des einen Betriebssystems über die des anderen, sondern vielmehr durch Ersatz gewisser leitender Grundsätze durch ganz neue erreicht worden sind“

### Das Verladen von Roheisen oder die Nachteile des Stücklohnsystems
Frederick Taylor wählte dieses Beispiel aus, da es sich laut ihm um die einfachste und roheste Form der Arbeit handelte. Um diese Arbeit zu verrichten, benötigte ein Arbeiter lediglich seine eigenen Hände als Werkzeug. Die gesamte Arbeit besteht dabei aus dem Bücken des Arbeiters, dem Aufheben der Eisenbarren, dem Tragen und dem Stapeln jener Barren. Laut Taylor könnte dies auch ein „intelligenter Gorilla“ tun. Für dieses Beispiel begab sich Taylor in die Bethlehem-Stahlwerke, welche eine damaligen Belegschaft von 75 Durchschnittsarbeitern innehatte. Die Tagesleistung eines Arbeiters betrug vor Taylors Veränderungen 12,5 Tonnen. Taylor war sich nach eigenen Berechnungen jedoch sicher, dass ein hochklassiger Roheisenverlader bis zu 48 Tonnen verladen konnte. Um dieses Resultat erzielen zu können, musste zu Beginn erst einmal der richtige Arbeiter ausgewählt werden. Laut dem neuen System musste ein Mann nach dem anderen angelernt und danach verbessert werden. Nach tagelangen Beobachten fanden sie schließlich einen geeigneten Arbeiter, welchen sie als „Schmidt“ bezeichneten. Als nächsten Schritt musste „Schmidt“ von den Leitern davon überzeugt werden, freiwillig sein Pensum zu steigern. Sie versprachen ihm dafür mehr Lohn, somit lenkten sie den Fokus des Arbeiters von der Mehrarbeit ab, und lenkten diesen auf den höheren Lohn. Taylor und die Leiter der Stahlwerke konnten „Schmidt“ schnell überzeugen, da dieser laut Taylor eine „geistige Unbeholfenheit“ besaß, welche ihn für die einfache Arbeit passend machte. Schmidt begann daraufhin unter Anleitung eines Mitglieds der Leitung zu arbeiten. „Er arbeitete, wenn ihm befohlen wurde zu arbeiten und ruhte sich aus, wenn ihm befohlen wurde, sich auszuruhen.“ Am Abend, gegen 17:30 Uhr, hatte Schmidt, unter der exakten Anweisungen der Leitung, 47,5 Tonnen Roheisenbarren auf einen Waggon verladen. Taylor blieb daraufhin drei Jahre in diesem Stahlwerk, und „Schmidt“ schaffte es jeden Tag, mit Hilfe der Anleitung dieses hohe Pensum ohne Probleme zu erreichen. Aufbauend auf diesem Erfolg, wurden nach und nach die anderen Arbeiter individuell an das höhere Pensum angeleitet. Mit diesem Beispiel verdeutliche Taylor die vorherrschende Beziehung zwischen Arbeit und Ermüdung, welche unter dem alten Initiativsystem nicht festzustellen war.

### Das Schaufeln oder die Vorteile der individuellen Behandlung durch das neue System
Taylors zweites Beispiel behandelte das Schaufeln von Erde. Bei dieser Tätigkeit muss sich ein „erstklassiger Schaufler“ die Frage stellen, welche Gewichtsslast er pro Schaufelbewegung stemmen muss, um die größte Tagesleistung zu erreichen. Um diese Frage zu beantworten, bedarf es einer wissenschaftlichen Untersuchung dieser Tätigkeit, damit die vorherrschenden Faustregeln effizient ersetzt werden konnten. Zur Findung dieser Zahl suchte die Forschungsgruppe zwei bis drei erstklassige Schaufler aus, denen ein extra Lohn versprochen wurde, welcher diesen Arbeitern zu einer ehrlichen und zuverlässigen Arbeit motivieren sollte. In den darauffolgenden Woche des Experiments wurden nach und nach die Schaufellasten sowie sämtliche Umgebungseinflüsse verändert. Die Arbeiter wurden gründlich von verschiedenen Leuten, welche schon Experimente durchgeführt haben, beobachtet. Das Ergebnis waren schließlich 9,5 kg Schaufellast im Durchschnitt. In Anlehnung an das bereits gefundene Gesetz, durften die Schaufler nun nicht mehr eigene Schaufeln besitzen, noch durften die Arbeiter nicht mehr ihre Schaufeln aussuchen. Die Schaufler mussten, je nach Material, acht oder neun Schaufeln besorgen. Hierdurch ergab sich die Möglichkeit für die Arbeiter die Durchschnittslast aufzugabeln, und zusätzlich auch andere Verwendungsmöglichkeiten der verschiedenen Schaufeln. Diese wissenschaftliche Untersuchung führte unter anderem zu der Etablierung eines Schaufellagers, in welchem die geeigneten Werkzeuge aufbewahrt und ausgeliehen werden konnten. Zum Vergleich: Unter der „Faustregel-Methode“, in der der Arbeiter stets die gleiche Schaufel bei den unterschiedlichen Materialien (Erz, Erbskohle,..) verwendeten, waren die jeweiligen Lasten pro Schaufelgang extrem unterschiedlich (von 2 kg bis 15 kg). Durch diese Unterschiede war es unmöglich eine geeignete Tagesleistung zu erreichen, da er bei einer zu hohen Last zu erschöpft gewesen wäre, während er bei einer zu geringen Last nur sehr kleine Leistungen erzielen hätte können. Folgende Untersuchungen wurden durchgeführt, um die Wissenschaft des Schaufelns zu erfassen:
- tausende Messungen mit einer Stoppuhr davon, wie schnell ein Arbeiter mit der „richtigen“ Schaufel das Material entnehmen kann,
- Erfassung der Zeit, welche erforderlich war, die Schaufel zurückzuschwingen um die Last damit so weit und so hoch wie möglich zu werfen,
- Durchführung dieser Messungen für verschiedene Kombinationen von Material, Höhe und Entfernung.

Durch das Zusammenspiel dieser Statistiken mit dem Gesetz für schweres körperliches Arbeiten war es dem Leiter möglich, dem Schaufler die exakte Vorgehensweise zu instruieren. So konnte die Kraft des Schauflers optimal genutzt und ihm ein individuelles, gerechtes sowie tägliches Pensum zugewiesen werden, welches der Arbeiter einwandfrei erreichen konnte. Dem Arbeiter wurde es hierdurch möglich, eine erhebliche Prämie zu erzielen. Um jeden Arbeiter individuell zu behandeln (Pensum, richtiges Arbeitsgerät, Arbeitsanweisung) wurde ein Arbeitsbüro errichtet, welches diese Aufgaben erfüllte. Zusätzlich wurden Telefonate und Botendienste etabliert, damit der Zeitverlust bei der Anweisung so gering wie nur möglich bleibt. Ein wichtiger Aspekt des neuen Systems, der neuen Leitung war es, bei Fehlern nicht mit Entlassung oder Herabsetzung des Lohns zu reagieren, sondern die notwendige Hilfe zur Verfügung zu stellen.

### Das Mauern oder die Verbesserung der Methoden und der Gerätschaften
Das Mauern ist laut Taylor eines der ältesten bestehenden Handwerke, welches jedoch ohne erkennbaren Fortschritt, weder in Material, Werkzeuge noch bezüglich der Arbeitsweise stillsteht. Zu Beginn der Untersuchung, geleitet von Frank B. Gilberth, wurde jede einzelne Bewegung des Maurers sorgfältig beobachtet und analysiert. Im Zuge dessen wurden nach und nach alle unnötigen und überflüssigen Bewegungen entfernt, während langsame Handgriffe durch schnellere ersetzt wurden. Die Genauigkeit der Untersuchung zeigt sich darin, dass jedes kleinste Element, welches Geschwindigkeit und/oder die Müdigkeit des Maurers beeinflussen könnte, analysiert wurde. Gilberth, welcher selbst das Mauern gelernt hatte, bestimmte darauf aufbauend die Stellung des Fußes des Arbeiters, die Distanz zwischen Mörtelkasten und Ziegel und vom Arbeiter zur Mauer. Dadurch konnten bereits die ersten unnötigen Schritte beseitigt werden. Weitere Ergebnisse Gilberths waren die richtige Höhe, in welcher der Maurer Mörtel und Ziegel am besten zu halten sind. Dafür wurde ein Gestell entwickelt, welches alle relevanten Elemente (Ziegel, Mörtel, Maurer, Mauer) in den perfekten Abstand zueinander setzte. Der große Vorteil dieses Gestells war es, dem Maurer das tiefe Bücken, das tiefe Greifen nach den Ziegeln zu ersparen. Das Wegfallen dieser Bewegung erspart dem Maurer eine große Menge an menschlicher Kraft sowie Belastung. Der nächste Schritt zur Optimierung des Arbeitsablaufes war es, die Ziegel sorgfältig zu sortieren, gegebenenfalls auszusortieren, bevor diese verwendet wurden. Hierdurch wurden wiederum ein paar einzelne und unnötige Arbeitsschritte entfernt. Ein weiterer Zeitgewinn bestand darin, den Druck auf die Ziegel nach der Einbettung in die Mauer nicht mehr per Mörtel, sondern per Hand durchzuführen. Insgesamt konnte so die Anzahl der Handgriffe von 18 auf 5 pro Ziegel gesenkt werden. Dieses Ergebnis spiegelt drei Vorgehensweisen wider:
1. Beseitigung der Bewegungen und Handgriffe, welche sich als unnötig herausstellten,
2. Einführung einfacher Gerätschaften, die ermüdende und zeitintensive Bewegungen ersetzten, und
3. das Anlernen einfacher beidhändiger Bewegungen an die Maurer[15].

Als ein praktisches Beispiel lässt sich eine Mauer aufzeigen, welche von Gilberth selbst errichtet wurde. Diese war 12 cm dick und bestand aus zwei Sorten Ziegeln. Durch die Organisation der Mauer war es ihm möglich, eine Stundenleistung von 350 Ziegeln zu erreichen (unter dem alten System waren es lediglich 120 Ziegel). Die Leitung musste nun für ausreichend Lehrer sorgen, damit jeder Neuling die einfachen Handgriffe lernen konnte. Zusätzlich dazu mussten die Neulinge ständig beobachtet und unterstützt werden. Darüber hinaus musste sich die Leitung im Klaren sein, dass die Arbeiter sich dieser straffen Disziplin und härteren Arbeit nur mit einer zusätzlichen Entlohnung unterwerfen würden. Diese Aufgaben verdeutlichen die Tatsache, dass ein individuelles Studium der einzelnen Arbeiter notwendig war. Eine weitere Aufgabe der Leitung bestand darin, dafür zu sorgen, dass alle Vorarbeiten (Ziegel heranschaffen, Mörtel mischen …) rechtzeitig erledigt waren, damit eine ununterbrochene Kette der Arbeit stattfinden konnte.

„Gilberths Methode, Ziegel zu verlegen, bildet ein vortreffliches Beispiel wahrer, wirksamer Zusammenarbeit, nicht einer Zusammenarbeit, bei der die Leitung mit dem Gros der Arbeiter gemeinsam operiert, ohne sich um den einzelnen zu kümmern, sondern einer Zusammenarbeit, bei der die Mitglieder der Leitung (jedes auf seinem Spezialgebiete) dem Arbeiter einzeln und je nach seiner Individualität helfen, einerseits durch systematisches Studium seiner Bedürfnisse und Unzulänglichkeiten sowie durch die Anleitung zu besseren und schnelleren Methoden, anderseits dadurch, dass sie dafür sorgen, dass auch die Hilfsarbeiter ihren Teil an der Arbeit ‚richtig‘ und schnell ausführen.“

Gilberths Erfolg baut auf vier Grundprinzipien, welche das Wesentliche an der Methodik der wissenschaftlichen Betriebsführung widerspiegeln:
1. Ableitung und Aufbau der Wissenschaft des Mauerns inklusive festen Regeln für jeden Handgriff jeden Arbeiters und die Vervollkommnung sowie Normalisierung aller Arbeitsgeräte und -bedingungen.
2. Sorgfältige Auswahl der passenden Leute und die darauf aufbauende Erziehung derjenigen zu erstklassigen Arbeitern. (Gleichzeitig die Ausschaltung jener Arbeiter ohne guten Willen oder Fähigkeiten).
3. Die Etablierung einer bestimmten Beziehung zwischen den passenden Arbeitern und der Wissenschaft durch Nachhilfe und Überwachung durch die Betriebsleitung plus die Zahlung einer Prämie für schnelles und vorschriftsmäßiges Arbeiten.
4. Die gleichmäßige Aufteilung der Arbeit sowie Verantwortung zwischen Arbeiter und Leiter. Ein Arbeiten Seite an Seite, gegenseitiges Helfen und Ermutigen.

### Das Aussortieren von Stahlkugeln oder der Einfluss verkürzter Arbeitszeit auf die Qualität und Quantität der Arbeit
Mit der steigenden Anzahl von Fahrradfahrern im 20. Jahrhundert wurden auch immer mehr Stahlkugeln für die Kugellager benötigt. Für die Produktion der Stahlkugel waren mehr als 20 verschiedene Arbeitsschritte erforderlich. Der wichtigste Schritt war dabei die Inspektion, nachdem die Kugeln letztmals poliert wurden. Für seine Untersuchung dieser Arbeit besuchte Taylor eine Gesellschaft, die seit etwa zehn Jahren existierte. Für die Inspektion in dieser Gesellschaft waren 120 Mädchen beschäftigt, welche sich als „alteingesessen“ und sehr geschickt beschreiben lassen konnten. Unter dem alten System hatten die Inspekteurinnen 10,5 Stunden pro Tag zu arbeiten. In dieser Zeit mussten die Arbeiterinnen gleichzeitig mehrere Kugeln „auf den Rücken der linken Hand in die Furche zwischen zwei zusammengepressten Fingern legten, sie nach allen Seiten hin und her rollten und peinlichst untersuchten. Jedes Mädchen hatte einen Magneten in der rechten Hand zum Aussortieren der fehlerhaften Kugeln.“ Es wurden vier verschiedene Arten von Kugeln (gezahnte, zerkratzte, weiche sowie im Feuer zersprungen) herausgefiltert. Diese Kugeln hatten so geringe Fehler, dass sie einem ungeübten Auge nicht auffallen würden. Diese Arbeit verlangte Aufmerksamkeit und Konzentration. Einen großen Teil der 10,5 Stunden Arbeit wurden dabei tatsächlich mit Nichtstun verbracht, da die Arbeitsperiode einfach zu lang war. Als ersten Schritt bei der wissenschaftlichen Betriebsführung wurden die Arbeitsstunden gekürzt, und damit für ein schärfere Trennung von Arbeits- und Ruhezeit gesorgt. Der bisherige Leiter der Firma wurde angewiesen, zusammen mit den besseren und einflussreichen Arbeiterinnen, die restlichen Arbeiterinnen davon zu überzeugen, dass sie in zehn Stunden ebenso viel leisten konnten, bei gleicher Entlohnung, wie in 10,5. Innerhalb von zwei Wochen waren sämtliche Arbeiterinnen mit den Änderungen einverstanden. Nach einigen Monaten setzte Taylor, ohne Rücksichtnahme auf die Meinungen der Arbeiterinnen, die Arbeitszeit stückweise auf acht Stunden herab. Während der Tageslohn auf demselben Level blieb, stieg die Produktion an. Inmitten des Übergangs zum neuen Pensumsystem wurde ein neuer Leiter, Sanford E. Thompson, installiert. Thompson erkannte, dass geeignete Kugelprüferinnen, neben den Eigenschaften Ausdauer und Fleiß, einen niedrigen persönlichen Koeffizienten („Manche haben eine ungewöhnliche schnelle Wahrnehmungsgabe und reagieren außerordentlich rasch. Bei ihnen wird die Wahrnehmung fast augenblicklich vom Auge dem Gehirn übermittelt, und das Gehirn seinerseits reagiert sofort durch Übermittlung der entsprechenden Botschaft an die Hand. Von diesen Leuten sagt man, sie hätten einen niederen […] persönlichen Koeffizient.“) besitzen. Dank dieser Erkenntnis wurden alle Arbeiterinnen mit einem hohen persönlichen Koeffizienten aussortiert. Dadurch wurden jedoch viele von den besten Arbeiterinnen entlassen. Auf Grund der Abhängigkeit des Lohnes von der Quantität der Leistung besteht die Gefahr, dass die Qualität darunter leidet. Um dies zu verhindern wurde es den Arbeiterinnen unmöglich gemacht, schlecht zu arbeiten, ohne einen entsprechenden Nachweis zu erhalten. Hierfür wurde extra eine Oberinspektion mit entsprechender Nachkontrolle initiiert. Diese lief wie folgt ab:

„Den vier zuverlässigsten unter den Prüferinnen wurde täglich eine Anzahl Kugeln zum Nachprüfen gegeben, die am Tag zuvor von einer der regulären Prüferinnen examiniert worden waren. Die Zahl auf den Kugelkästchen, an der man hätte erkennen können, um was für Kugeln es sich handelte, wurde von dem Meister willkürlich verändert, so dass keine der Nachprüferinnen wusste, welche Arbeiterin die Kugeln vorher geprüft hatte. Am folgenden Tag wurde dann noch eines der nachgeprüften Kästchen durch den sog. Generalinspektor untersucht. Für diese Stellung wurde ein Mädchen bestimmt, das sich immer durch besondere Sorgfalt und Zuverlässigkeit ausgezeichnet hatte. Ein sehr wirksames Mittel zur Kontrolle für die Ehrlichkeit und Sorgfalt der Nachprüferinnen bestand darin, dass alle 2 bis 3 Tage ein Kästchen von dem Meister besonders mit Kugeln gefüllt wurde, von denen eine bekannte Zahl einwandfrei und eine bekannte Anzahl fehlerhaft war. Weder die gewöhnlichen Prüferinnen noch die Nachprüferinnen hatten eine Möglichkeit, diese so hergerichteten Kästchen von den für den Verkauf bestimmten zu unterscheiden. Auf diese Weise wurde jegliche Versuchung, die Arbeit auf die leichte Schulter zu nehmen - zu hudeln - wie der Terminus technicus lautet, beseitigt.“

Um die Qualität der Arbeit daraufhin zu steigern, wurden tägliche Berichte über die Arbeiterinnen angefordert und erstellt. Die, auf diesem Bericht gründenden, Beurteilungen weckten den Ehrgeiz der einzelnen Arbeiterinnen. Diejenigen mit der höheren Qualität und Quantität der Arbeit bekamen mehr Lohn, während gleichzeitig jenen Arbeiterinnen mit mittelmäßiger Arbeit der Lohn herabgesetzt wurde. Arbeiterinnen mit schlechten Ergebnissen wurden entlassen. Als nächsten Schritt wurden exakte Zeitstudien angefertigt, wie schnell die beste Kontrolle durchgeführt werden konnte und welches die besten Bedingungen für die Arbeit waren. Dies war auch eine Garantie dagegen, den Arbeiterinnen ein zu großes Pensum aufzuerlegen, welches zur körperlichen Ermüdung führen würde. Ergebnis dieser Zeitstudie war, dass ein großer Arbeitsteil mit Nichtstun verbracht wurde. Um den Nichtstun und der Nervosität seitens der Arbeiterinnen entgegenzuwirken, führt Taylor Erholungspausen von 10 Minuten ein, die jeweils nach 1,25 Arbeitsstunden stattfanden. In dieser Zeit durften die Arbeiterinnen alles tun, was sie wollten. Da sie während der Arbeitszeiten so auseinandergesetzt wurde, dass sie sich nicht mehr unterhalten konnten. Im letzten Schritt der Systemumstellung wurde jeder Arbeiterin ein sorgfältig entschiedenes Pensum mit entsprechendem Bonus zugewiesen. Dies geschah durch die Einführung des Differntiallohnsystems („Der Verdienst der Mädchen steigerte sich proportional mit der Quantität und noch mehr mit der Güte ihrer Arbeit.“)
Das Ergebnis aller Änderungen war, dass die Arbeit, welche vorher von 120 Arbeiterinnen verrichtet wurde, nun von 35 Arbeiterinnen, mit höherer Genauigkeit, geleistet wurde. Daraus ergaben sich sowohl für die Arbeiterinnen als auch für die Leitung einige Vorteile:
|   | Vorteile Arbeiterinnen | Vorteile Leitung                                                                            |
| - | --- | ------------------------------------------------------------------------------------------- |
| 1 | 80-100 % mehr Lohn | starke Verbesserung der Qualität                                                            |
| 2 | Herabsetzung der Arbeitsstunden von 10,5 auf 8,5; Samstag Nachmittag frei; vier Pausen pro Tag                                               | große Verringerung der Prüfungskosten (trotz Sonderausgaben für Büro, Lehrer, Zeitstudien…) |
| 3 | Das Gefühl, dass die Leitung sich für jede Arbeiterin besonders interessiert; Wissen über eine ständigen hilfsbereiten Lehrer in der Leitung | gutes Einvernehmen zwischen Leitung und Arbeiterinnen                                       |
| 4 | Möglichkeit auf zwei freie Tage bei gleicher Bezahlung                                                                                       |                                                                                             |

### Die Herstellung komplizierter Maschinen oder der Umfang der wissenschaftlichen Erforschung der Vorgänge bei der Metallbearbeitung
Die untersuchte Fabrik besaß zum Zeitpunkt der Analyse 300 Mitarbeiter und war seit 15 Jahren in Betrieb. Unter diesen Mitarbeiter gab es einen guten Leiter und ebenso gute Meister und Arbeiter, welche alle unter dem Stücklohn-Prinzip (Initiativsystem) arbeiteten. Es wurde eine Maschine ausgewählt, welche seit mindestens zehn Jahren von einem sehr guten Arbeiter bedient wurde. In dieser Fabrik war die Arbeit so stark spezialisiert, dass ein Arbeiter immer nur eine kleine Anzahl sich wiederholender Tätigkeiten erledigte. Zu Beginn wurde nun wieder die Zeit gemessen, die der Arbeiter zur Fertigstellung der Teile benötigte. Insgesamt wurde diese Zeit, die Geschwindigkeit, die Spanstärken und die Zeit zum Aufspannen der Gussteile auf die Maschine benötigt wurde, gemessen. So konnte eine Durchschnittsleistung innerhalb der Werkstatt festgelegt werden. Im nächsten Schritt wurde dann, mithilfe von Rechenschiebern, die Beziehung zwischen der Maschine und der von ihr zu leistenden Arbeit (Durchzugskraft bei unterschiedlichen Geschwindigkeiten, größtmögliche Vorschub, Tourenzahlen) bestimmt. Darauf aufbauend, wurden die Zahnräder so verändert, dass die Maschine mit der günstigsten Geschwindigkeit lief. Unter den Angaben von der richtigen Form und richtigem Schneidewinkel, seitens der Wissenschaftlicher, wurden so Werkzeuge aus Schnelldrehstahl hergestellt. Ein speziell angefertigter Rechenschieber wurde dann verwendet, um die genaue Geschwindigkeit und Vorschübe, für jede einzelne Tätigkeit auf der Drehbank, herauszufinden. Nach diesen Vorbereitungen wurde jeder einzelne Arbeitsschritt unter dem Aspekt des scientific managements auf der Drehbank durchgeführt. Die Herstellungszeiten konnten bis auf das neun-fache gekürzt werden. Als Nächstes musste man die Auffassung der Arbeiter über ihre Arbeitsstelle und der gegenüber der Leitung komplett umgestalten. Dies zu schaffen bedarf es eine lange Reihe von praktischen Vorführungen, um jedem einzelnen Mann die Vorteile des neuen Systems zu verdeutlichen. „In dieser Fabrik hatte sich jedoch schon innerhalb dreier Jahre die Produktion pro Mann und Maschine mehr als verdoppelt. Die sorgfältig ausgesuchten Arbeiter waren fast durchweg von einfacherer und minderwertiger Arbeit zu höherer allmählich emporgerückt und von ihren Lehrern und von ihren Lehrern so ausgebildet worden, dass sie höhere Löhne als je zuvor verdienen konnten.“ Das schnelle Tempo verlangte dadurch einen Austausch für die alten Faustregeln durch neue und schnellere Betriebsmethoden sowie die systematische Analyse des Handwerks jedes Arbeiters. Die, durch die wissenschaftliche Analyse, gewonnene Zeitersparnis war dabei noch größer, als die Ersparnis bei den Maschinen. Der Erfolg war nur möglich, da die Metallverarbeitung auf einer „wirklichen Wissenschaft“, inklusiver einer gewissen Komplexität, Praxis, Erfahrung und einem Studium, gründet. Ein Arbeiter, der mit der Arbeit in Werkstätten vertraut ist und zusätzlich ein umfangreiches Studium der Wissenschaft der Metalle absolviert hat, besitzt die Fähigkeit, jede Maschinenarbeit in kürzester Zeit zu vollbringen. Jeder studierte und intelligente Arbeiter, welcher sich für die technischen Fortschritte einer Fabrik interessiert, schafft es innerhalb kurzer Zeit des Probierens einen wissenschaftlichen Plan für seine Tätigkeit zu entwickeln, anstatt mit Faustregeln zu hantieren. Nichtsdestotrotz bedarf es einer Leitung, einer zweiten Person, welche dabei behilflich ist, das jeweilige Pensum, das Gesetz abzuleiten. Die Zusammenarbeit zweier Personen besteht beispielsweise bereits dabei, wenn einer die Arbeitszeit des anderen misst.

„Unter Arbeitsmethoden auf wissenschaftlicher Basis (scientific Management) wird es zur Pflicht, aber auch zur interessanten und dankbaren Aufgabe derjenigen, in deren Händen die Leitung liegt, nicht nur Gesetze abzuleiten und Faustregeln zu verdrängen, sondern auch alle ihre Arbeiter ohne Unterschied die schnellsten Arbeitsmethoden zu lehren. Der Gewinn, der aus der Anwendung dieser Gesetze resultiert, ist immer so groß, dass jede Gesellschaft leicht die Ausgaben für die zu ihrer Ableitung nötigen Experimente aufwenden kann. So werden unter dem neuen System genaue, wissenschaftlich begründete Kenntnisse und Methoden früher oder später die Faustregeln überall sicher ersetzen, während unter dem alten System ein Arbeiten auf Grund wissenschaftlich-methodischer Gesetze unmöglich ist.“

Der Nutzen dieser Beispiele gründet vor allem in drei Faktoren:
1. Wissenschaft ersetzte das individuelle „Arbeiterurteil“.
2. Systematische Analyse der Arbeiter (Untersuchung jedes Arbeiters nach Tauglichkeit, theoretische und praktische Hilfe).
3. Enge und gemeinschaftliche Zusammenarbeit der Leitung mit den Arbeitern, gründend auf Übereinstimmung und auf wissenschaftlich aufgestellten Gesetzen. Die Leitung leistet ihren Teil, der Arbeiter dann den Rest[27].

## Kritik am Scientific Management / den Beispielen des Scientific Managements
{\displaystyle \rightarrow } siehe auch: Kritik am Taylorismus
Ein erster Kritikpunkt am Scientific Management bzw. dem Taylorismus ist die systematische Dequalifizierung der Arbeiter sowie deren Unterwerfung und die systematische Enteignung durch das Kapital, was den Angestellten zu einem Werkzeug der Leitung machte. Dem Arbeiter wird unter dem Prinzip des Scientific Managements nur noch ein bestimmter Arbeitsschritt zugemutet, welcher ihm auch noch detailliert vorgeschrieben wird. Diejenigen, die für diesen Schritt nicht geeignet sind, werden schlichtweg einfach entlassen. Besonders in Deutschland gab es nach dem Ersten Weltkrieg einen Fachkräftemangel, wodurch eine Arbeitsorganisation unter dem Scientific Management mit einem sehr hohen Zeitaufwand und zahlreichen Kosten verbunden gewesen wäre. Zusätzlich waren die deutsche Arbeitsbedingungen (soziale Hierarchien, Tarifverträge…) nicht mit den amerikanischen Arbeitsbedingungen identisch, was ein zusätzliches Hindernis für das Scientific Management darstellte. Die Aufteilung der Arbeit in geistige und körperliche Arbeit verwandelte die Tätigkeit in eine monotone Routine, welche das eigenständige Denken, Initiative, Intellektualität und Arbeitsbefriedigung unterdrückt und verweigert. Darüber hinaus wird der erfinderische Geist zerstört. Des Weiteren wurde die Macht der Leitung über die Vorgaben des Pensums stark kritisiert. Der Betriebsleitung wurde oftmals vorgeworfen, die so gewonnene Macht skrupellos auszunutzen. Die Zerlegung der Arbeit in kürzeste und monoton-repetitive Ablaufabschnitte erlaubte dem Arbeiter nur noch kleinste Bewegungen, welche dem Arbeiter zusätzlich noch genau vorgeschrieben wurde. Die Leistungsvorgaben, welche nur first class Arbeiter vollbringen konnten, waren an der Grenze der nervlichen sowie körperlichen Erschöpfung, demnach konnte man hier von einer Art der Ausbeutung sprechen. Eine solch hohe permanente Belastung (Dauerleistungsgrenze) ist erwiesenermaßen kontraproduktiv. Die fehlende Wissenschaftlichkeit wird, nicht für das Vorgehen, sondern für die Ergebnisse, genauer für die Präzision der Ergebnisse bemängelt. Hier wurde vor allem der mangelnde Determinismus kritisiert. Die stochastischen Ergebnisse von Taylor waren demnach nicht mit den damaligen wissenschaftlichen Maßstäben vereinbar.